# Замок Монкстаун

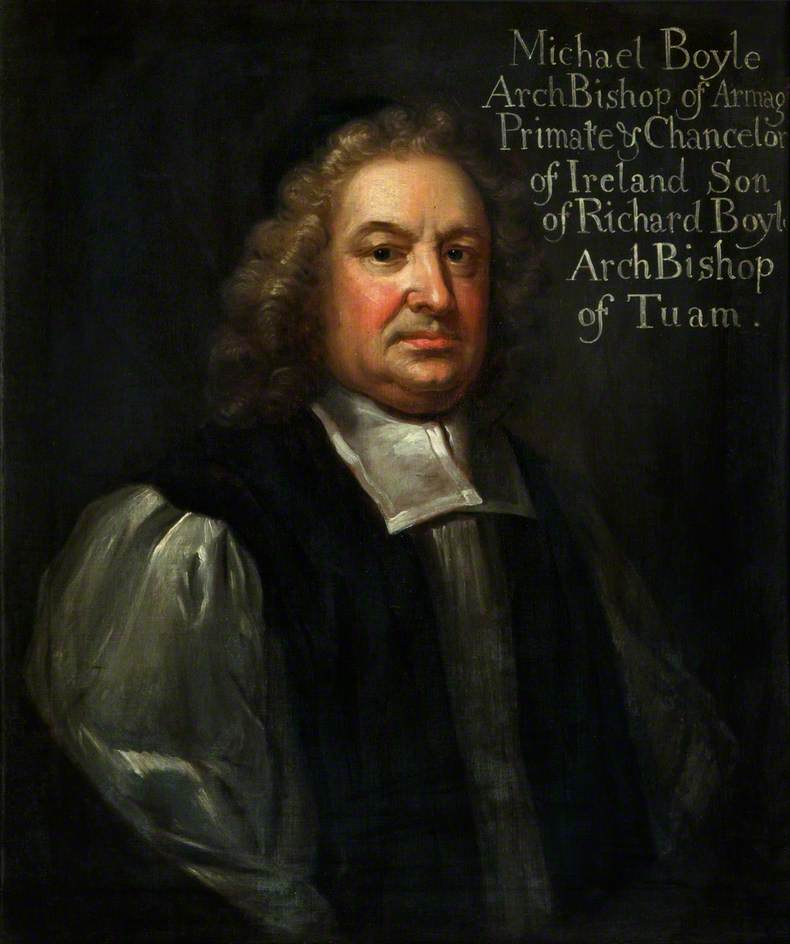
Майкл Бойл — один із володарів замку Монкстаун.

Замок Монкстаун (англ. Monkstown Castle, ірл. Caisleán na Baile an Mhanaigh) — замок Балє ан Ванайг, замок Баллінванег — один із замків Ірландії, розташований в графстві Корк, в баронстві Керрікуррі, знаходиться біля однойменного селища Монкстаун, на відстані 14 км від м. Корк, в гирлі річки Лі, біля Великого Острова і затоки Монкстаун.

## Історія замку Монкстаун
Назва замку походить від монастиря, що стояв колись на цьому місці в давні часи. Але ніяких археологічних доказів цього не існує. Але були знайдені залишки давнього кладовища. Деякий час це місце називалось Балє ан Фелах (ірл. — Baile an Fealach) — «місто Фелаха». Замок Монксттаун був побудований в 1636 році Анастасією Архідіакон ні Гоулд в якості подарунка своєму чоловіку Джону Архідіакону. Джон повернувся з війни в Іспанії, де він воював з королем Філіпом. Повернувшись з війни він виявив на своїй землі новий замок і подумав, що його землю захопили вороги. Тут же він обложив замок і почав його обстрілювати з гармат. На щастя він встиг зруйнувати тільки один зубець стіни перш ніж зрозумів свою помилку. Нині це вважається легендою. Джон та Анастасія були поховані біля замку на старому нині закинутому кладовищі.
Нащадки Джона та Анастасії жили в замку до часів Кромвеля, коли під час придушення повстання за незалежність Ірландії замок був захоплений капітаном англійської армії Томасом Планкеттом і конфіскований у власників від імені парламенту Англії, оскільки власники замку підтримували роялістів. Потім замок був дарований полковнику Хенкесу. Він продав замок Майклу Бойлу (1609—1702) — архієпископу Арми і лорд-канцлеру Ірландії. На початку XVIII століття після смерті Майкла Бойла майно успадкувала його онука, що одружилася з сером Томасом Версі.
Потім замок захопив Джон Каллаган в 1770 році. На початку ХІХ століття замком володіла родина Шоу. Один із володарів — Бернард Шоу відремонтував замок. Під час Наполеонівських війн замок належав британській армії — в замку була казарма і там жило 450 солдат.
У ХХ столітті замок використовувався як клубний будинок. Спочатку це був клуб бадмінтону, з 1908 року гольф клуб. Але гольф-клуб «Монкстаун» збудував у 1971 році нове приміщення і замок кинув. У 2007 році замок купила приватна пара і розпочала реставрацію, яка триває і досі.
Замок Монкстаун схожий на замок Маунтлог і є версія, що ці замку побудовані одним і тим же архітектором. Є основний прямокутний блок і квадратні кутові вежі. Нині це прекрасний замок чудово відреставрований.